# Cabralea
Cabralea es  un género de árboles con 50 especies descritas y de estas, solo 2 aceptadas, pertenecientes a la familia Meliaceae. 

## Taxonomía
El género fue descrito por Adrien-Henri de Jussieu y publicado en Mémoires du Muséum d'Histoire Naturelle 19: 229–230, pl. 5, f. 13. 1830.

## Especies aceptadas
A continuación se brinda un listado de las especies del género Cabralea aceptadas hasta enero de 2013, ordenadas alfabéticamente. Para cada una se indica el nombre binomial seguido del autor, abreviado según las convenciones y usos.
- Cabralea cangerana Saldanha
- Cabralea canjerana (Vell.) Mart.